# Ford of Europe
Ford of Europe is de Europese divisie van het Amerikaanse automobielconcern Ford Motor Company. De divisie ontwikkelt en produceert eigen automodellen, afgestemd op de Europese markt.

## Geschiedenis
Het bedrijf werd in 1967 gevormd door de fusie van het Duitse Ford-Werke, het Britse Ford of Britain en het Ierse Henry Ford & Son, met hoofdkantoor in het Verenigd Koninkrijk.
De Duitse en Britse divisies opereerden voordien los van elkaar en ontwikkelden hun eigen automodellen voor hun eigen thuismarkt. In andere Europese landen concurreerden de twee met elkaar. Ook in Frankrijk had Ford een aparte divisie, maar die was in 1954 reeds verkocht aan Simca.
Na verloop van tijd kreeg de Duitse tak meer invloed door de veel grotere markt op het continent, en in 1999 verhuisde het hoofdkantoor naar Keulen. Tussen 2005 en 2017 verkocht Ford of Europe jaarlijks 1,4 tot 1,8 miljoen voertuigen en was een van de zes grote Europese producenten, naast Volkswagen, Opel, Peugeot-Citroën, Renault en FIAT. Tegen 2024 was de verkoop echter fors teruggelopen. In dat jaar werden zo'n 426.000 voertuigen verkocht en bedroeg Fords marktaandeel nog 3,3 procent.

## Locaties

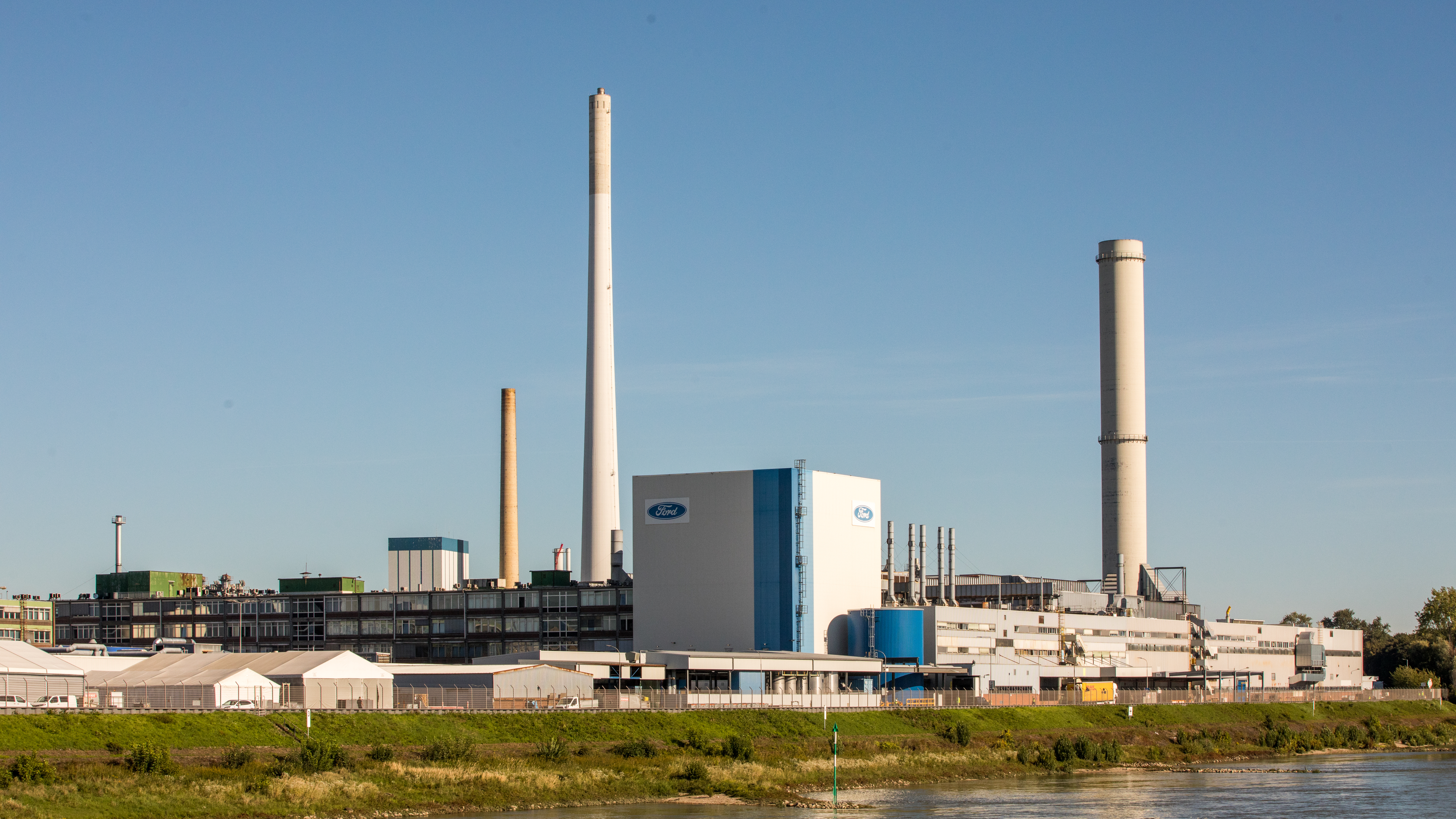
De fabriek in Keulen anno 2023.

### Assemblagefabrieken
- Cologne Body & Assembly (Duitsland)
- Saarlouis Body and Assembly (Duitsland)
- Valencia Body & Assembly (Spanje)
- Ford Otosan Romania (Roemenië)
- Ford Otosan Assembly (Turkije)

Ook in Dagenham werden tot 2002 auto's geassembleerd. Sindsdien worden er enkel motoren gemaakt. Genk Body & Assembly was een van Fords grootste assemblagefabrieken in Europa. Deze fabriek werd in 2014 gesloten.

### Motorenfabrieken
- Ford Dagenham (Verenigd Koninkrijk)
- Cologne Engine (Duitsland)
- Valencia Engine (Spanje)
- Ford Otosan Engine (Turkije)

## Tijdlijn modellen
| « vorig — Ford-modellen (Europa) van 1980 tot heden | « vorig — Ford-modellen (Europa) van 1980 tot heden | « vorig — Ford-modellen (Europa) van 1980 tot heden | « vorig — Ford-modellen (Europa) van 1980 tot heden | « vorig — Ford-modellen (Europa) van 1980 tot heden | « vorig — Ford-modellen (Europa) van 1980 tot heden | « vorig — Ford-modellen (Europa) van 1980 tot heden | « vorig — Ford-modellen (Europa) van 1980 tot heden | « vorig — Ford-modellen (Europa) van 1980 tot heden | « vorig — Ford-modellen (Europa) van 1980 tot heden | « vorig — Ford-modellen (Europa) van 1980 tot heden | « vorig — Ford-modellen (Europa) van 1980 tot heden | « vorig — Ford-modellen (Europa) van 1980 tot heden | « vorig — Ford-modellen (Europa) van 1980 tot heden | « vorig — Ford-modellen (Europa) van 1980 tot heden | « vorig — Ford-modellen (Europa) van 1980 tot heden | « vorig — Ford-modellen (Europa) van 1980 tot heden | « vorig — Ford-modellen (Europa) van 1980 tot heden | « vorig — Ford-modellen (Europa) van 1980 tot heden | « vorig — Ford-modellen (Europa) van 1980 tot heden | « vorig — Ford-modellen (Europa) van 1980 tot heden | « vorig — Ford-modellen (Europa) van 1980 tot heden | « vorig — Ford-modellen (Europa) van 1980 tot heden | « vorig — Ford-modellen (Europa) van 1980 tot heden | « vorig — Ford-modellen (Europa) van 1980 tot heden | « vorig — Ford-modellen (Europa) van 1980 tot heden | « vorig — Ford-modellen (Europa) van 1980 tot heden | « vorig — Ford-modellen (Europa) van 1980 tot heden | « vorig — Ford-modellen (Europa) van 1980 tot heden | « vorig — Ford-modellen (Europa) van 1980 tot heden | « vorig — Ford-modellen (Europa) van 1980 tot heden | « vorig — Ford-modellen (Europa) van 1980 tot heden | « vorig — Ford-modellen (Europa) van 1980 tot heden | « vorig — Ford-modellen (Europa) van 1980 tot heden | « vorig — Ford-modellen (Europa) van 1980 tot heden | « vorig — Ford-modellen (Europa) van 1980 tot heden | « vorig — Ford-modellen (Europa) van 1980 tot heden | « vorig — Ford-modellen (Europa) van 1980 tot heden | « vorig — Ford-modellen (Europa) van 1980 tot heden | « vorig — Ford-modellen (Europa) van 1980 tot heden | « vorig — Ford-modellen (Europa) van 1980 tot heden | « vorig — Ford-modellen (Europa) van 1980 tot heden | « vorig — Ford-modellen (Europa) van 1980 tot heden | « vorig — Ford-modellen (Europa) van 1980 tot heden | « vorig — Ford-modellen (Europa) van 1980 tot heden | « vorig — Ford-modellen (Europa) van 1980 tot heden |
| --------------------------------------------------- | --------------------------------------------------- | --------------------------------------------------- | --------------------------------------------------- | --------------------------------------------------- | --------------------------------------------------- | --------------------------------------------------- | --------------------------------------------------- | --------------------------------------------------- | --------------------------------------------------- | --------------------------------------------------- | --------------------------------------------------- | --------------------------------------------------- | --------------------------------------------------- | --------------------------------------------------- | --------------------------------------------------- | --------------------------------------------------- | --------------------------------------------------- | --------------------------------------------------- | --------------------------------------------------- | --------------------------------------------------- | --------------------------------------------------- | --------------------------------------------------- | --------------------------------------------------- | --------------------------------------------------- | --------------------------------------------------- | --------------------------------------------------- | --------------------------------------------------- | --------------------------------------------------- | --------------------------------------------------- | --------------------------------------------------- | --------------------------------------------------- | --------------------------------------------------- | --------------------------------------------------- | --------------------------------------------------- | --------------------------------------------------- | --------------------------------------------------- | --------------------------------------------------- | --------------------------------------------------- | --------------------------------------------------- | --------------------------------------------------- | --------------------------------------------------- | --------------------------------------------------- | --------------------------------------------------- | --------------------------------------------------- | --------------------------------------------------- |
| Type                                                | 1980                                                | 1980                                                | 1980                                                | 1980                                                | 1980                                                | 1980                                                | 1980                                                | 1980                                                | 1980                                                | 1980                                                | 1990                                                | 1990                                                | 1990                                                | 1990                                                | 1990                                                | 1990                                                | 1990                                                | 1990                                                | 1990                                                | 1990                                                | 2000                                                | 2000                                                | 2000                                                | 2000                                                | 2000                                                | 2000                                                | 2000                                                | 2000                                                | 2000                                                | 2000                                                | 2010                                                | 2010                                                | 2010                                                | 2010                                                | 2010                                                | 2010                                                | 2010                                                | 2010                                                | 2010                                                | 2010                                                | 2020                                                | 2020                                                | 2020                                                | 2020                                                | 2020                                                |
| Type                                                | 0                                                   | 1                                                   | 2                                                   | 3                                                   | 4                                                   | 5                                                   | 6                                                   | 7                                                   | 8                                                   | 9                                                   | 0                                                   | 1                                                   | 2                                                   | 3                                                   | 4                                                   | 5                                                   | 6                                                   | 7                                                   | 8                                                   | 9                                                   | 0                                                   | 1                                                   | 2                                                   | 3                                                   | 4                                                   | 5                                                   | 6                                                   | 7                                                   | 8                                                   | 9                                                   | 0                                                   | 1                                                   | 2                                                   | 3                                                   | 4                                                   | 5                                                   | 6                                                   | 7                                                   | 8                                                   | 9                                                   | 0                                                   | 1                                                   | 2                                                   | 3                                                   | 4                                                   |
| Miniklasse                                          |                                                     |                                                     |                                                     |                                                     |                                                     |                                                     |                                                     |                                                     |                                                     |                                                     |                                                     |                                                     |                                                     |                                                     |                                                     |                                                     | Ka                                                  | Ka                                                  | Ka                                                  | Ka                                                  | Ka                                                  | Ka                                                  | Ka                                                  | Ka                                                  | Ka                                                  | Ka                                                  | Ka                                                  | Ka                                                  | Ka                                                  | Ka                                                  | Ka                                                  | Ka                                                  | Ka                                                  | Ka                                                  | Ka                                                  | Ka                                                  | Ka+                                                 | Ka+                                                 | Ka+                                                 | Ka+                                                 | Ka+                                                 |                                                     |                                                     |                                                     |                                                     |
| Compacte klasse                                     | Fiesta I                                            | Fiesta I                                            | Fiesta I                                            | Fiesta II                                           | Fiesta II                                           | Fiesta II                                           | Fiesta II                                           | Fiesta II                                           | Fiesta II                                           | Fiesta III                                          | Fiesta III                                          | Fiesta III                                          | Fiesta III                                          | Fiesta III                                          | Fiesta III                                          | Fiesta III                                          | Fiesta IV                                           | Fiesta IV                                           | Fiesta IV                                           | Fiesta V                                            | Fiesta V                                            | Fiesta V                                            | Fiesta VI                                           | Fiesta VI                                           | Fiesta VI                                           | Fiesta VI                                           | Fiesta VI                                           | Fiesta VI                                           | Fiesta VII                                          | Fiesta VII                                          | Fiesta VII                                          | Fiesta VII                                          | Fiesta VII                                          | Fiesta VII                                          | Fiesta VII                                          | Fiesta VII                                          | Fiesta VII                                          | Fiesta VIII                                         | Fiesta VIII                                         | Fiesta VIII                                         | Fiesta VIII                                         | Fiesta VIII                                         | Fiesta VIII                                         | Fiesta VIII                                         |                                                     |
| Compacte middenklasse                               | Escort III                                          | Escort III                                          | Escort III                                          | Escort III                                          | Escort III                                          | Escort III                                          | Escort IV                                           | Escort IV                                           | Escort IV                                           | Escort IV                                           | Escort V                                            | Escort V                                            | Escort V                                            | Escort V                                            | Escort V                                            | Escort VI                                           | Escort VI                                           | Escort VI                                           | Escort VI                                           | Escort VI                                           | Escort VI                                           |                                                     |                                                     |                                                     |                                                     |                                                     |                                                     |                                                     |                                                     |                                                     |                                                     |                                                     |                                                     |                                                     |                                                     |                                                     |                                                     |                                                     |                                                     |                                                     |                                                     |                                                     |                                                     |                                                     |                                                     |
| Compacte middenklasse                               |                                                     |                                                     | Orion I                                             | Orion I                                             | Orion I                                             | Orion I                                             | Orion II                                            | Orion II                                            | Orion II                                            | Orion II                                            | Orion III                                           | Orion III                                           | Orion III                                           | Orion III                                           |                                                     |                                                     |                                                     |                                                     | Focus I                                             | Focus I                                             | Focus I                                             | Focus I                                             | Focus I                                             | Focus I                                             | Focus II                                            | Focus II                                            | Focus II                                            | Focus II                                            | Focus II                                            | Focus II                                            | Focus II                                            | Focus III                                           | Focus III                                           | Focus III                                           | Focus III                                           | Focus III                                           | Focus III                                           | Focus III                                           | Focus IV                                            | Focus IV                                            | Focus IV                                            | Focus IV                                            | Focus IV                                            | Focus IV                                            | Focus IV                                            |
| Middenklasse                                        | Taunus TC                                           | Taunus TC                                           | Sierra                                              | Sierra                                              | Sierra                                              | Sierra                                              | Sierra                                              | Sierra                                              | Sierra                                              | Sierra                                              | Sierra                                              | Sierra                                              | Sierra                                              | Mondeo I                                            | Mondeo I                                            | Mondeo I                                            | Mondeo I                                            | Mondeo II                                           | Mondeo II                                           | Mondeo II                                           | Mondeo II                                           | Mondeo III                                          | Mondeo III                                          | Mondeo III                                          | Mondeo III                                          | Mondeo III                                          | Mondeo III                                          | Mondeo IV                                           | Mondeo IV                                           | Mondeo IV                                           | Mondeo IV                                           | Mondeo IV                                           | Mondeo IV                                           | Mondeo IV                                           | Mondeo V                                            | Mondeo V                                            | Mondeo V                                            | Mondeo V                                            | Mondeo V                                            | Mondeo V                                            | Mondeo V                                            | Mondeo V                                            | Mondeo V                                            |                                                     |                                                     |
| Middenklasse                                        | Cortina V                                           |                                                     | Sierra                                              | Sierra                                              | Sierra                                              | Sierra                                              | Sierra                                              | Sierra                                              | Sierra                                              | Sierra                                              | Sierra                                              | Sierra                                              | Sierra                                              | Mondeo I                                            | Mondeo I                                            | Mondeo I                                            | Mondeo I                                            | Mondeo II                                           | Mondeo II                                           | Mondeo II                                           | Mondeo II                                           | Mondeo III                                          | Mondeo III                                          | Mondeo III                                          | Mondeo III                                          | Mondeo III                                          | Mondeo III                                          | Mondeo IV                                           | Mondeo IV                                           | Mondeo IV                                           | Mondeo IV                                           | Mondeo IV                                           | Mondeo IV                                           | Mondeo IV                                           | Mondeo V                                            | Mondeo V                                            | Mondeo V                                            | Mondeo V                                            | Mondeo V                                            | Mondeo V                                            | Mondeo V                                            | Mondeo V                                            | Mondeo V                                            |                                                     |                                                     |
| Hogere middenklasse                                 | Granada II                                          | Granada II                                          | Granada II                                          | Granada II                                          | Granada II                                          | Scorpio I                                           | Scorpio I                                           | Scorpio I                                           | Scorpio I                                           | Scorpio I                                           | Scorpio I                                           | Scorpio I                                           | Scorpio I                                           | Scorpio I                                           | Scorpio II                                          | Scorpio II                                          | Scorpio II                                          | Scorpio II                                          | Scorpio II                                          |                                                     |                                                     |                                                     |                                                     |                                                     |                                                     |                                                     |                                                     |                                                     |                                                     |                                                     |                                                     |                                                     |                                                     |                                                     |                                                     |                                                     |                                                     |                                                     |                                                     |                                                     |                                                     |                                                     |                                                     |                                                     |                                                     |
| Coupé                                               |                                                     |                                                     |                                                     |                                                     |                                                     |                                                     |                                                     |                                                     |                                                     |                                                     |                                                     |                                                     |                                                     |                                                     |                                                     |                                                     |                                                     | Puma                                                | Puma                                                | Puma                                                | Puma                                                | Puma                                                | Puma                                                |                                                     |                                                     |                                                     |                                                     |                                                     |                                                     |                                                     |                                                     |                                                     |                                                     |                                                     |                                                     |                                                     |                                                     |                                                     |                                                     |                                                     |                                                     |                                                     |                                                     |                                                     |                                                     |
| Coupé                                               | Capri III                                           | Capri III                                           | Capri III                                           | Capri III                                           | Capri III                                           | Capri III                                           | Capri III                                           |                                                     |                                                     |                                                     |                                                     |                                                     |                                                     | Probe II                                            | Probe II                                            | Probe II                                            | Probe II                                            | Probe II                                            | Cougar                                              | Cougar                                              | Cougar                                              | Cougar                                              | Cougar                                              |                                                     |                                                     |                                                     |                                                     |                                                     |                                                     |                                                     |                                                     |                                                     |                                                     |                                                     |                                                     |                                                     |                                                     |                                                     |                                                     |                                                     |                                                     |                                                     |                                                     |                                                     |                                                     |
| Roadster                                            |                                                     |                                                     |                                                     |                                                     |                                                     |                                                     |                                                     |                                                     |                                                     |                                                     |                                                     |                                                     |                                                     |                                                     |                                                     |                                                     |                                                     |                                                     |                                                     |                                                     |                                                     |                                                     |                                                     | StreetKa                                            | StreetKa                                            | StreetKa                                            |                                                     |                                                     |                                                     |                                                     |                                                     |                                                     |                                                     |                                                     |                                                     |                                                     |                                                     |                                                     |                                                     |                                                     |                                                     |                                                     |                                                     |                                                     |                                                     |
| Sportwagen                                          |                                                     |                                                     |                                                     |                                                     |                                                     |                                                     |                                                     |                                                     |                                                     |                                                     |                                                     |                                                     |                                                     |                                                     |                                                     |                                                     |                                                     |                                                     |                                                     |                                                     |                                                     |                                                     |                                                     |                                                     |                                                     |                                                     |                                                     |                                                     |                                                     |                                                     |                                                     |                                                     |                                                     |                                                     |                                                     | Mustang VI                                          | Mustang VI                                          | Mustang VI                                          | Mustang VI                                          | Mustang VI                                          | Mustang VI                                          | Mustang VI                                          | Mustang VI                                          | Mustang VII                                         | Mustang VII                                         |
| Sportwagen                                          |                                                     |                                                     |                                                     | RS200                                               | RS200                                               | RS200                                               | RS200                                               |                                                     |                                                     |                                                     |                                                     |                                                     |                                                     |                                                     |                                                     |                                                     |                                                     |                                                     |                                                     |                                                     |                                                     |                                                     |                                                     |                                                     | GT                                                  | GT                                                  | GT                                                  |                                                     |                                                     |                                                     |                                                     |                                                     |                                                     |                                                     |                                                     |                                                     |                                                     | GT                                                  | GT                                                  | GT                                                  | GT                                                  | GT                                                  | GT                                                  |                                                     |                                                     |
| Compacte CUV                                        |                                                     |                                                     |                                                     |                                                     |                                                     |                                                     |                                                     |                                                     |                                                     |                                                     |                                                     |                                                     |                                                     |                                                     |                                                     |                                                     |                                                     |                                                     |                                                     |                                                     |                                                     |                                                     |                                                     |                                                     |                                                     |                                                     |                                                     |                                                     |                                                     |                                                     |                                                     |                                                     |                                                     |                                                     |                                                     |                                                     |                                                     |                                                     |                                                     | Puma                                                | Puma                                                | Puma                                                | Puma                                                | Puma                                                | Puma                                                |
| Compacte CUV                                        |                                                     |                                                     |                                                     |                                                     |                                                     |                                                     |                                                     |                                                     |                                                     |                                                     |                                                     |                                                     |                                                     |                                                     |                                                     |                                                     |                                                     |                                                     |                                                     |                                                     |                                                     |                                                     |                                                     |                                                     |                                                     |                                                     |                                                     |                                                     |                                                     |                                                     |                                                     |                                                     |                                                     |                                                     |                                                     |                                                     |                                                     |                                                     |                                                     |                                                     | Mustang Mach-E                                      |                                                     |                                                     |                                                     |                                                     |
| CUV                                                 |                                                     |                                                     |                                                     |                                                     |                                                     |                                                     |                                                     |                                                     |                                                     |                                                     |                                                     |                                                     |                                                     |                                                     |                                                     |                                                     |                                                     |                                                     |                                                     |                                                     |                                                     |                                                     |                                                     |                                                     |                                                     |                                                     |                                                     |                                                     |                                                     |                                                     |                                                     |                                                     |                                                     |                                                     |                                                     |                                                     |                                                     |                                                     |                                                     | Explorer VI                                         | Explorer VI                                         | Explorer VI                                         | Explorer VI                                         | Explorer VI                                         |                                                     |
| Compacte SUV                                        |                                                     |                                                     |                                                     |                                                     |                                                     |                                                     |                                                     |                                                     |                                                     |                                                     |                                                     |                                                     |                                                     |                                                     |                                                     |                                                     |                                                     |                                                     |                                                     |                                                     |                                                     |                                                     |                                                     |                                                     |                                                     |                                                     |                                                     |                                                     |                                                     |                                                     |                                                     |                                                     |                                                     |                                                     | EcoSport                                            | EcoSport                                            | EcoSport                                            | EcoSport                                            | EcoSport                                            | EcoSport                                            | EcoSport                                            | EcoSport                                            | EcoSport                                            | EcoSport                                            |                                                     |
| Middelgrote SUV                                     |                                                     |                                                     |                                                     |                                                     |                                                     |                                                     |                                                     |                                                     |                                                     |                                                     |                                                     |                                                     |                                                     | Maverick I                                          | Maverick I                                          | Maverick I                                          | Maverick I                                          | Maverick I                                          | Maverick I                                          | Maverick I                                          |                                                     | Maverick II                                         | Maverick II                                         | Maverick II                                         | Maverick II                                         | Maverick II                                         | Maverick II                                         | Maverick II                                         | Kuga I                                              | Kuga I                                              | Kuga I                                              | Kuga I                                              | Kuga I                                              | Kuga II                                             | Kuga II                                             | Kuga II                                             | Kuga II                                             | Kuga II                                             | Kuga II                                             | Kuga III                                            | Kuga III                                            | Kuga III                                            | Kuga III                                            | Kuga III                                            | Kuga III                                            |
| SUV                                                 |                                                     |                                                     |                                                     |                                                     |                                                     |                                                     |                                                     |                                                     |                                                     |                                                     |                                                     |                                                     |                                                     |                                                     |                                                     |                                                     |                                                     |                                                     |                                                     |                                                     |                                                     |                                                     |                                                     |                                                     |                                                     |                                                     |                                                     |                                                     |                                                     |                                                     |                                                     |                                                     |                                                     |                                                     |                                                     |                                                     | Edge II                                             | Edge II                                             | Edge II                                             | Edge II                                             | Edge II                                             |                                                     |                                                     |                                                     |                                                     |
| SUV                                                 |                                                     |                                                     |                                                     |                                                     |                                                     |                                                     |                                                     |                                                     |                                                     |                                                     |                                                     |                                                     |                                                     | Explorer I                                          | Explorer I                                          | Explorer II                                         | Explorer II                                         | Explorer II                                         | Explorer II                                         | Explorer II                                         | Explorer II                                         | Explorer II                                         |                                                     |                                                     |                                                     |                                                     |                                                     |                                                     |                                                     |                                                     |                                                     |                                                     |                                                     |                                                     |                                                     |                                                     |                                                     |                                                     |                                                     |                                                     |                                                     |                                                     |                                                     |                                                     |                                                     |
| SUV                                                 |                                                     |                                                     |                                                     |                                                     |                                                     |                                                     |                                                     |                                                     |                                                     |                                                     |                                                     |                                                     |                                                     |                                                     |                                                     |                                                     |                                                     |                                                     |                                                     |                                                     |                                                     |                                                     |                                                     |                                                     |                                                     |                                                     |                                                     |                                                     |                                                     |                                                     |                                                     |                                                     |                                                     |                                                     |                                                     |                                                     |                                                     |                                                     |                                                     |                                                     |                                                     |                                                     |                                                     | Bronco                                              |                                                     |
| Mini MPV                                            |                                                     |                                                     |                                                     |                                                     |                                                     |                                                     |                                                     |                                                     |                                                     |                                                     |                                                     |                                                     |                                                     |                                                     |                                                     |                                                     |                                                     |                                                     |                                                     |                                                     |                                                     |                                                     | Fusion                                              | Fusion                                              | Fusion                                              | Fusion                                              | Fusion                                              | Fusion                                              | Fusion                                              | Fusion                                              | Fusion                                              | Fusion                                              | B-MAX                                               | B-MAX                                               | B-MAX                                               | B-MAX                                               | B-MAX                                               | B-MAX                                               |                                                     |                                                     |                                                     |                                                     |                                                     |                                                     |                                                     |
| Compacte MPV                                        |                                                     |                                                     |                                                     |                                                     |                                                     |                                                     |                                                     |                                                     |                                                     |                                                     |                                                     |                                                     |                                                     |                                                     |                                                     |                                                     |                                                     |                                                     |                                                     |                                                     |                                                     |                                                     |                                                     | C-MAX I                                             | C-MAX I                                             | C-MAX I                                             | C-MAX I                                             | C-MAX I                                             | C-MAX I                                             | C-MAX I                                             | C-MAX I                                             | C-MAX II                                            | C-MAX II                                            | C-MAX II                                            | C-MAX II                                            | C-MAX II                                            | C-MAX II                                            | C-MAX II                                            | C-MAX II                                            | C-MAX II                                            |                                                     |                                                     |                                                     |                                                     |                                                     |
| MPV                                                 |                                                     |                                                     |                                                     |                                                     |                                                     |                                                     |                                                     |                                                     |                                                     |                                                     |                                                     |                                                     |                                                     |                                                     |                                                     | Windstar                                            | Windstar                                            | Windstar                                            | Windstar                                            |                                                     |                                                     |                                                     |                                                     |                                                     |                                                     |                                                     | S-MAX I                                             | S-MAX I                                             | S-MAX I                                             | S-MAX I                                             | S-MAX I                                             | S-MAX I                                             | S-MAX I                                             | S-MAX I                                             | S-MAX I                                             | S-MAX II                                            | S-MAX II                                            | S-MAX II                                            | S-MAX II                                            | S-MAX II                                            | S-MAX II                                            | S-MAX II                                            | S-MAX II                                            |                                                     |                                                     |
| MPV                                                 |                                                     |                                                     |                                                     |                                                     |                                                     |                                                     |                                                     |                                                     |                                                     |                                                     |                                                     |                                                     |                                                     |                                                     |                                                     | Galaxy I                                            | Galaxy I                                            | Galaxy I                                            | Galaxy I                                            | Galaxy I                                            | Galaxy I                                            | Galaxy I                                            | Galaxy I                                            | Galaxy I                                            | Galaxy I                                            | Galaxy I                                            | Galaxy II                                           | Galaxy II                                           | Galaxy II                                           | Galaxy II                                           | Galaxy II                                           | Galaxy II                                           | Galaxy II                                           | Galaxy II                                           | Galaxy II                                           | Galaxy III                                          | Galaxy III                                          | Galaxy III                                          | Galaxy III                                          | Galaxy III                                          | Galaxy III                                          | Galaxy III                                          | Galaxy III                                          | Galaxy III                                          |                                                     |
| Ludospace                                           |                                                     |                                                     |                                                     |                                                     |                                                     |                                                     |                                                     |                                                     |                                                     |                                                     |                                                     |                                                     |                                                     |                                                     |                                                     |                                                     |                                                     |                                                     |                                                     |                                                     |                                                     |                                                     |                                                     |                                                     |                                                     |                                                     |                                                     |                                                     |                                                     |                                                     |                                                     |                                                     |                                                     |                                                     | Tourneo Courier                                     | Tourneo Courier                                     | Tourneo Courier                                     | Tourneo Courier                                     | Tourneo Courier                                     | Tourneo Courier                                     | Tourneo Courier                                     | Tourneo Courier                                     | Tourneo Courier                                     | Tourneo Courier                                     | Tourneo Courier II                                  |
| Ludospace                                           |                                                     |                                                     |                                                     |                                                     |                                                     |                                                     |                                                     |                                                     |                                                     |                                                     |                                                     |                                                     |                                                     |                                                     |                                                     |                                                     |                                                     |                                                     |                                                     |                                                     |                                                     |                                                     |                                                     | Tourneo Connect I                                   | Tourneo Connect I                                   | Tourneo Connect I                                   | Tourneo Connect I                                   | Tourneo Connect I                                   | Tourneo Connect I                                   | Tourneo Connect I                                   | Tourneo Connect I                                   | Tourneo Connect I                                   | Tourneo Connect I                                   | Tourneo Connect II                                  | Tourneo Connect II                                  | Tourneo Connect II                                  | Tourneo Connect II                                  | Tourneo Connect II                                  | Tourneo Connect II                                  | Tourneo Connect II                                  | Tourneo Connect II                                  | Tourneo Connect II                                  | Tourneo Connect III                                 | Tourneo Connect III                                 | Tourneo Connect III                                 |
| Pick-up                                             |                                                     |                                                     |                                                     |                                                     |                                                     |                                                     |                                                     |                                                     |                                                     |                                                     |                                                     |                                                     |                                                     |                                                     |                                                     |                                                     |                                                     |                                                     | Ranger I                                            | Ranger I                                            | Ranger I                                            | Ranger I                                            | Ranger I                                            | Ranger I                                            | Ranger I                                            | Ranger I                                            | Ranger II                                           | Ranger II                                           | Ranger II                                           | Ranger II                                           | Ranger II                                           | Ranger III                                          | Ranger III                                          | Ranger III                                          | Ranger III                                          | Ranger III                                          | Ranger III                                          | Ranger III                                          | Ranger III                                          | Ranger III                                          | Ranger III                                          | Ranger III                                          | Ranger IV                                           | Ranger IV                                           | Ranger IV                                           |
| Bestelwagen                                         |                                                     |                                                     |                                                     |                                                     |                                                     |                                                     |                                                     |                                                     |                                                     |                                                     |                                                     | Courier                                             | Courier                                             | Courier                                             | Courier                                             | Courier                                             | Courier                                             | Courier                                             | Courier                                             | Courier                                             | Courier                                             | Courier                                             |                                                     |                                                     |                                                     |                                                     |                                                     |                                                     |                                                     |                                                     |                                                     |                                                     |                                                     |                                                     | Transit Courier                                     | Transit Courier                                     | Transit Courier                                     | Transit Courier                                     | Transit Courier                                     | Transit Courier                                     | Transit Courier                                     | Transit Courier                                     | Transit Courier                                     | Transit Courier                                     | Transit Courier II                                  |
| Bestelwagen                                         | Escort Van I/II                                     | Escort Express III/VI                               | Escort Express III/VI                               | Escort Express III/VI                               | Escort Express III/VI                               | Escort Express III/VI                               | Escort Express III/VI                               | Escort Express III/VI                               | Escort Express III/VI                               | Escort Express III/VI                               | Escort Express III/VI                               | Escort Express / Express V/VI/VII                   | Escort Express / Express V/VI/VII                   | Escort Express / Express V/VI/VII                   | Escort Express / Express V/VI/VII                   | Escort Express / Express V/VI/VII                   | Escort Express / Express V/VI/VII                   | Escort Express / Express V/VI/VII                   | Escort Express / Express V/VI/VII                   | Escort Express / Express V/VI/VII                   | Escort Express / Express V/VI/VII                   | Escort Express / Express V/VI/VII                   | Transit Connect I                                   | Transit Connect I                                   | Transit Connect I                                   | Transit Connect I                                   | Transit Connect I                                   | Transit Connect I                                   | Transit Connect I                                   | Transit Connect I                                   | Transit Connect I                                   | Transit Connect I                                   | Transit Connect I                                   | Transit Connect II                                  | Transit Connect II                                  | Transit Connect II                                  | Transit Connect II                                  | Transit Connect II                                  | Transit Connect II                                  | Transit Connect II                                  | Transit Connect II                                  | Transit Connect II                                  | Transit Connect III                                 | Transit Connect III                                 | Transit Connect III                                 |
| Bestelwagen                                         | Transit I                                           | Transit I                                           | Transit I                                           | Transit I                                           | Transit I                                           | Transit I                                           | Transit II                                          | Transit II                                          | Transit II                                          | Transit II                                          | Transit II                                          | Transit II                                          | Transit II                                          | Transit II                                          | Transit II                                          | Transit II                                          | Transit II                                          | Transit II                                          | Transit II                                          | Transit II                                          | Transit III                                         | Transit III                                         | Transit III                                         | Transit III                                         | Transit III                                         | Transit III                                         | Transit III                                         | Transit III                                         | Transit III                                         | Transit III                                         | Transit III                                         | Transit III                                         | Transit III                                         | Transit Custom                                      | Transit Custom                                      | Transit Custom                                      | Transit Custom                                      | Transit Custom                                      | Transit Custom                                      | Transit Custom                                      | Transit Custom                                      | Transit Custom                                      | Transit Custom                                      | Transit Custom                                      | Transit Custom II                                   |
| Bestelwagen                                         | Transit I                                           | Transit I                                           | Transit I                                           | Transit I                                           | Transit I                                           | Transit I                                           | Transit II                                          | Transit II                                          | Transit II                                          | Transit II                                          | Transit II                                          | Transit II                                          | Transit II                                          | Transit II                                          | Transit II                                          | Transit II                                          | Transit II                                          | Transit II                                          | Transit II                                          | Transit II                                          | Transit III                                         | Transit III                                         | Transit III                                         | Transit III                                         | Transit III                                         | Transit III                                         | Transit III                                         | Transit III                                         | Transit III                                         | Transit III                                         | Transit III                                         | Transit III                                         | Transit III                                         | Transit IV                                          |                                                     |                                                     |                                                     |                                                     |                                                     |                                                     |                                                     |                                                     |                                                     |                                                     |                                                     |
| Ford USA, ook verkocht in Europa                    |                                                     |                                                     |                                                     |                                                     |                                                     |                                                     |                                                     |                                                     |                                                     |                                                     |                                                     |                                                     |                                                     |                                                     |                                                     |                                                     |                                                     |                                                     |                                                     |                                                     |                                                     |                                                     |                                                     |                                                     |                                                     |                                                     |                                                     |                                                     |                                                     |                                                     |                                                     |                                                     |                                                     |                                                     |                                                     |                                                     |                                                     |                                                     |                                                     |                                                     |                                                     |                                                     |                                                     |                                                     |                                                     |

 Edsel (opgeheven) ·  Ford ·  Ghia (alleen prototypes) ·  Lincoln ·  Mercury (opgeheven) ·  Merkur (opgeheven)